# Unbreakable - The Greatest Hits Vol. 1
Unbreakable - The Greatest Hits Vol. 1 es el cuarto álbum y primer grandes éxitos de la banda irlandesa Westlife, lanzado en noviembre del 2002, alcanzó el #1 en el Reino Unido y el #66 en Australia, y vendió 1.4 millones de copias sólo en el Reino unido. 
El álbum está compuesto por sus canciones pasadas más 6 nuevos temas.
El hit "Flying Without Wings" fue regrabado a dúo con la estrella coreana BoA, y fue incluida en la versión asiática del álbum.
El primer sencillo lanzado fue "Unbreakable", convirtiéndose en #1 en el Reino Unido. El segundo sencillo, "Tonight/Miss You Nights" alcanzó la posición #3 en el Reino Unido.
La canción "Written in the Stars" fue remezclada por DJ Ironik junto a su canción "Stay with Me", lanzada en 2008.

## Lista de canciones
- Edición estándar

| Unbreakable - The Greatest Hits Vol. 1 |                                                                                         |          |  |
| N.º                                    | Título                                                                                  | Duración |  |
| 1.                                     | «Swear It Again» (Edición Radio)                                                        |          |  |
| 2.                                     | «If I Let You Go» (Edición Radio)                                                       |          |  |
| 3.                                     | «Flying Without Wings»                                                                  |          |  |
| 4.                                     | «I Have a Dream» (Remix)                                                                |          |  |
| 5.                                     | «Fool Again» (2000 Remix)                                                               |          |  |
| 6.                                     | «Against All Odds» (con Mariah Carey)                                                   |          |  |
| 7.                                     | «My Love» (Edición Radio)                                                               |          |  |
| 8.                                     | «What Makes a Man» (Edición Reino Unido) «I Lay My Love on You (Versión Internacional)» |          |  |
| 9.                                     | «Uptown Girl» (Edición Radio)                                                           |          |  |
| 10.                                    | «Queen of My Heart» (Edición Radio)                                                     |          |  |
| 11.                                    | «World of Our Own» (Mix USA)                                                            |          |  |
| 12.                                    | «Bop Bop Baby»                                                                          |          |  |
| 13.                                    | «When You're Looking Like That» (Mix)                                                   |          |  |
| 14.                                    | «Unbreakable» (Remix)                                                                   |          |  |
| 15.                                    | «Written In The Stars»                                                                  |          |  |
| 16.                                    | «How Does It Feel»                                                                      |          |  |
| 17.                                    | «Tonight»                                                                               |          |  |
| 18.                                    | «Love Takes Two»                                                                        |          |  |
| 19.                                    | «Miss You Nights»                                                                       |          |  |

- Edición Asíatica: Bonus Track

| Unbreakable - The Greatest Hits Vol. 1 |                                  |          |  |
| N.º                                    | Título                           | Duración |  |
| 20.                                    | «Flying Without Wings» (con BoA) |          |  |

- Versión Mexicana: Bonus Track

| Unbreakable - The Greatest Hits Vol. 1 |                                              |          |  |
| N.º                                    | Título                                       | Duración |  |
| 20.                                    | «Flying Without Wings» (con Cristian Castro) |          |  |

## Certificaciones
| País          | Posición | certificación | ventas  |
| ------------- | -------- | ------------- | ------- |
| Reino Unido   | 1        | 4xPlatino     | 20,000+ |
| Irlanda       | 1        | *             | *       |
| Filipinas     | 1        | *             | *       |
| Suecia        | 2        | *             | *       |
| Países Bajos  | 3        | *             | *       |
| Dinamarca     | 4        | *             | *       |
| Nueva Zelanda | 4        | *             | *       |
| Noruega       | 10       | *             | *       |
| Italia        | 14       | *             | *       |
| Suiza         | 14       | *             | *       |
| Bélgica       | 27       | *             | *       |

( * ) Información desconocida, por favor, coopera con Wikipedia, y ayuda a completar la información que falta.